# Maison d'Europe et d'Orient

La Maison d’Europe et d’Orient est une association à but non lucratif créée par Dominique Dolmieu en 1985 et dirigée par Céline Barcq de 2003 à 2017. Elle est consacrée, principalement dans les domaines du livre et du spectacle vivant, aux cultures d’Europe, d'Asie centrale et de Méditerranée. 
Son projet repose sur un engagement pour un travail de partage, sur la rencontre et la création, l’échange et le collectif, où la qualité regarde autant l’activité culturelle que la recherche artistique. Elle entend favoriser les croisements et les expériences novatrices, participer aux actions et réflexions initiées par d’autres réseaux et regroupements, favoriser les systèmes d’économie solidaire, et mettre un accent particulier sur les cultures les plus menacées.
Elle est située au 100 rue de Charenton, dans le 12e arrondissement de Paris.

## La Maison d’Europe et d’Orient regroupe
- Eurodram, réseau européen de traduction théâtrale ;
- les éditions L'Espace d'un instant[2] ;
- une compagnie théâtrale, le « Théâtre national de Syldavie »[3] ;